# Cirsium imbricatum
Cirsium imbricatum là một loài thực vật có hoa trong họ Cúc. Loài này được (B.L.Rob. ex B.L.Rob. & Greenm.) Petr. mô tả khoa học đầu tiên năm 1910.